# Керн (проба)

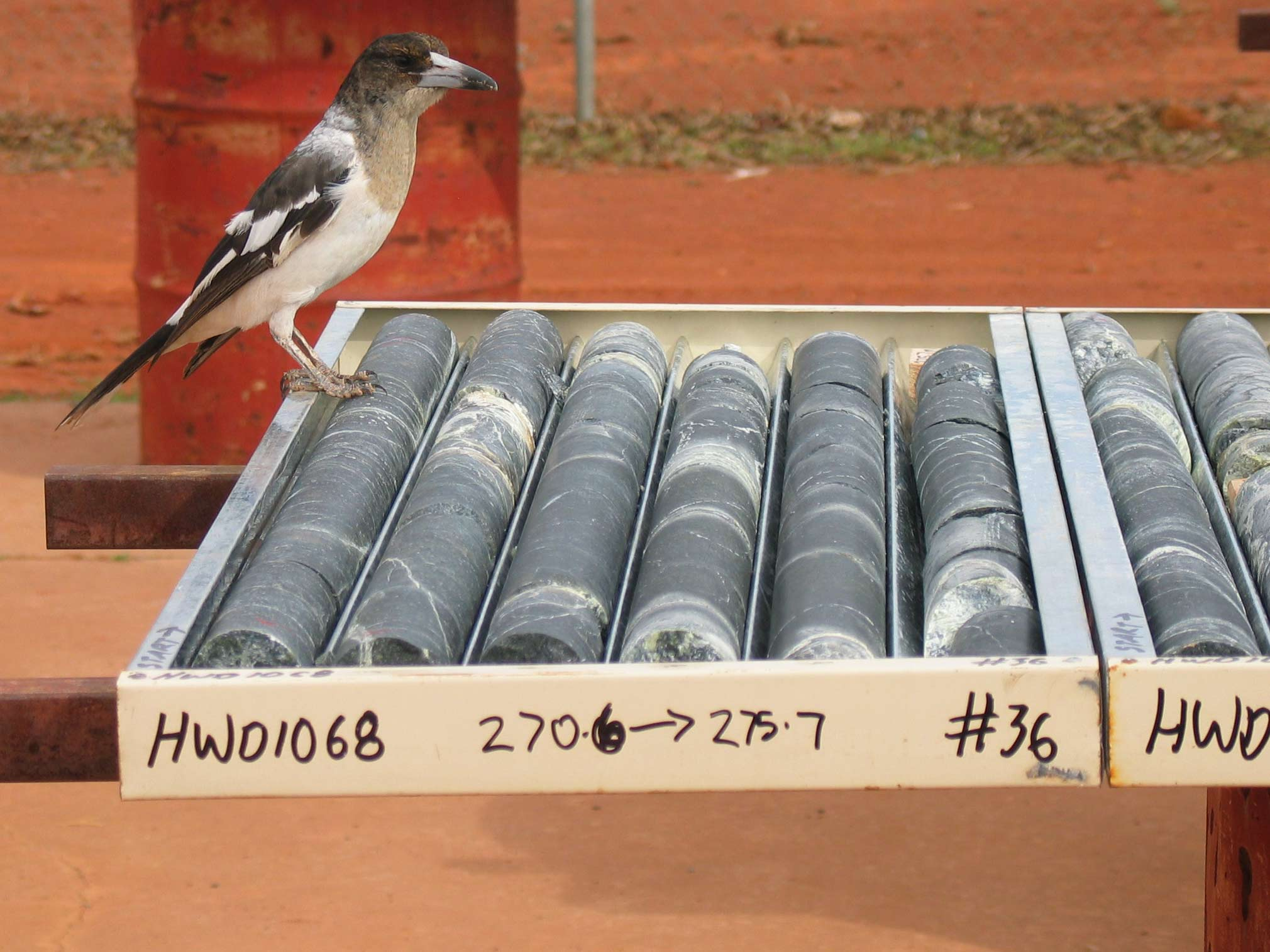
Керн у спеціальних ящиках для його зберігання

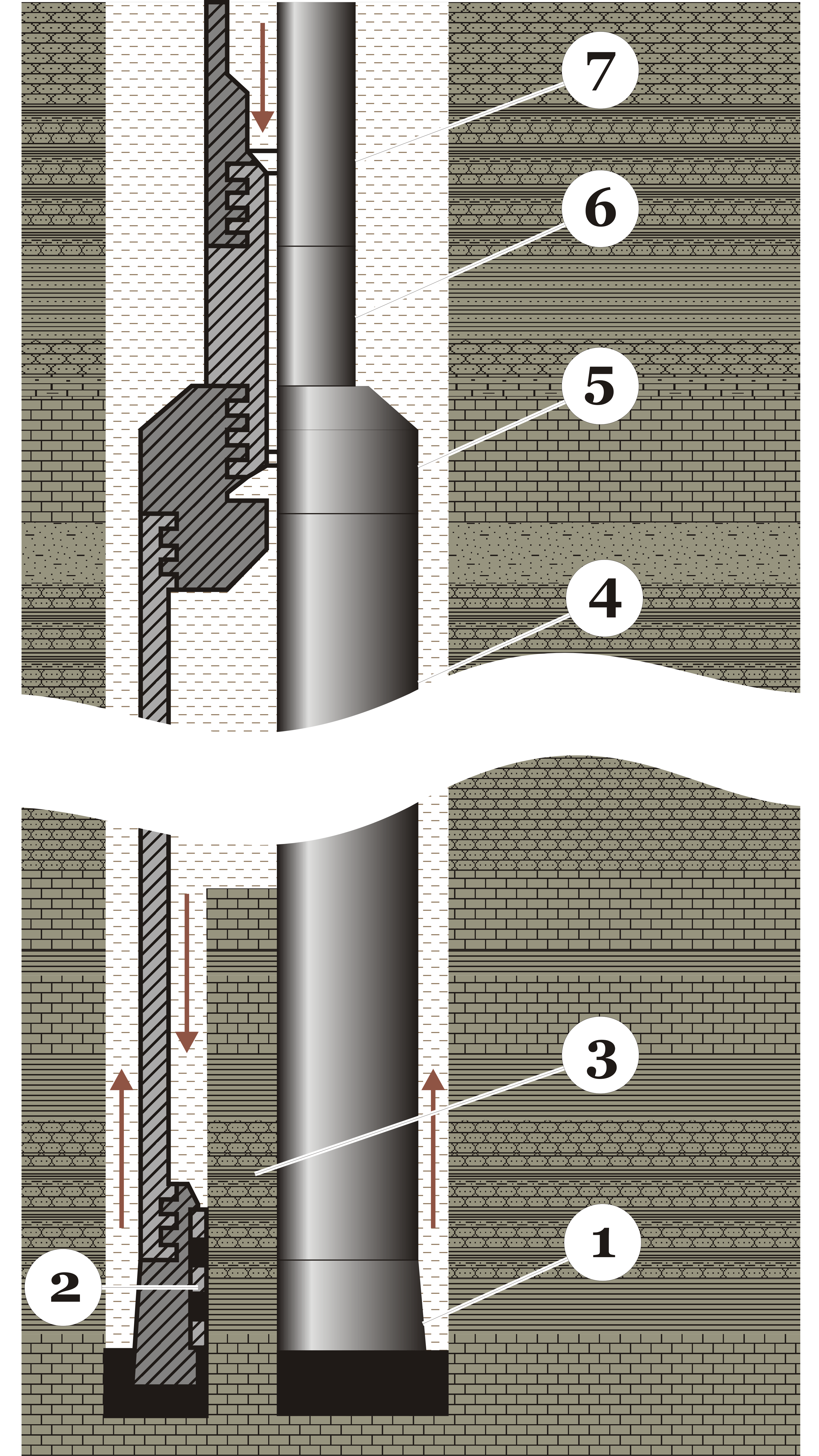
Схема колонкового буріння з прямою промивкою: 1 — коронка; 2 — кернорвач; 3 — стовпчик керну; 4 — колонкова труба; 5 — перехідник; 6 — муфта; 7 — бурова труба; стрілками показано рух бурового розчину

Керн (рос. керн, англ. core, sample, centre-pop; нім. (1)Kern m, Bornkern m, Bohrkern m, Gesteinskern m, Kernprobe f) — циліндричний стовпчик гірської породи, який одержують при бурінні свердловин; залишається у вибої свердловини при обертальному бурінні керновими коронками. В міру заглиблення свердловини керн входить в металеву трубу, що називається колонковою трубою. При заповненні останньої керн заклинюють, відривають і піднімають разом з трубою на поверхню. Керн служить основним матеріалом для вивчення геологічної будови розрізу свердловини і складання стратиграфічної колонки, дослідження фізико-хімічних властивостей порід тощо.
Крім того кернові проби використовують для контролю якості бетону та асфальту часто виготовляють бурові керни, щоб мати можливість оцінити якість будівельного матеріалу. Наприклад, на додаток до товщини шару, вміст в’яжучого, розподіл частинок за розміром і вміст пустот також можна визначити на керні асфальтового бура.
У кліматичних дослідженнях керни льоду використовуються для аналізу минулих кліматичних умов.

## Дослідження керна
Один з методів дослідження — екстракція флюїдів з керна. Виконується за допомогою апарата Сокслета для екстракції флюїдів з керна.